# Жонхова
Жонхова (пол. Rząchowa) — село в Польщі, у гміні Щурова Бжеського повіту Малопольського воєводства.
Населення — 83 особи (2011).
У 1975—1998 роках село належало до Тарновського воєводства.

## Демографія
Демографічна структура станом на 31 березня 2011 року:
|          | Загалом | Допрацездатний вік | Працездатний вік | Постпрацездатний вік |
| -------- | ------- | ------------------ | ---------------- | -------------------- |
| Чоловіки | 43      | 13                 | 23               | 7                    |
| Жінки    | 40      | 6                  | 20               | 14                   |
| Разом    | 83      | 19                 | 43               | 21                   |